# Demokratische Republik Jemen
Die Demokratische Republik Jemen (arabisch جمهورية اليمن الديمقراطية, DMG Ǧumhūrīyat al-Yaman ad-Dīmuqrāṭīya), auch als Südjemen bekannt, war ein kurzlebiger, international nicht anerkannter Staat, der während des jemenitischen Bürgerkrieges von 1994 entstand.

## Geschichte
Die Demokratische Republik Jemen erklärte sich am 21. Mai 1994 unter der Herrschaft der Jemenitischen Sozialistischen Partei für unabhängig.
Sie beanspruchte das Gebiet, das im Jahre 1990 durch die Wiedervereinigung von Nord- und Südjemen entstand. Der Staat löste sich am 7. Juli 1994 auf, nachdem die Städte al-Mukalla und Aden wieder von der jemenitischen Armee erobert worden waren. Die Demokratische Republik Jemen wurde offiziell nur von Oman und inoffiziell vom Golf-Kooperationsrat anerkannt.